# ژان-پیر تان
ژان-پیر تان (فرانسوی: Jean-Pierre Tempet‎؛ زادهٔ ۳۱ دسامبر ۱۹۵۴) بازیکن فوتبال اهل فرانسه بود.
از باشگاه‌هایی که در آن بازی کرده‌است می‌توان به باشگاه فوتبال لانس و باشگاه فوتبال والنسین و باشگاه فوتبال نانت اشاره کرد.
وی همچنین در تیم ملی فوتبال فرانسه بازی کرده‌است.